# Jean-Kévin Augustin
Jean-Kévin Augustin (Párizs, 1997. június 16. –) francia korosztályos válogatott labdarúgó, a svájci Basel csatárja.

## Pályafutása

### Klubcsapatban

#### Fiatal évei
2004-ben, hét évesen került az FO Plaisir csapatához, majd 2006-ban innen került az AC Boulogne-Billancourthoz. 2009-ben, mindössze tizenkét évesen csatlakozott a Paris Saint-Germain akadémiájához. 2013 februárjában egy katari tornán vett részt a korosztályos csapattal, ahol három gólt szerzett négy mérkőzés alatt. Az UEFA Ifjúsági Ligában a 2015–2016-os szezonban döntőt játszottak az angol Chelsea U19-es csapata ellen, amelyet 2–1-re elvesztettek.

#### Paris Saint-Germain
A 2014–15-ös szezonban a tartalékok között szerepelt. 
2015. április 8-án mutatkozott be a párizsiak felnőtt együttesében, a Saint-Étienne elleni bajnokin Javier Pastore helyére állt be a 88. percben. Ennyi idő is elég volt számára, hogy gólpasszt adjon Zlatan Ibrahimovićnak. Pályára lépett a Olympique Lyonnais elleni győztes francia szuperkupa mérkőzésen is, Edinson Cavanit váltotta a 63. percben. Pár nappal később a bajnokságban egy percet kapott a Lille OSC ellen, ez volt a bemutatkozása. A következő bajnokin a Gazélec Ajaccio ellen 70 perc játéklehetőséget kapott. November 28-án Edinson Cavani cseréjeként lépett pályára a 79. percben a Troyes ellen és a 84. percben megszerezte első bajnoki gólját.

#### RB Leipzig
2017. július 6-án bejelentették, hogy az RB Leipzig játékosa lett. 13 millió eurót fizettek érte és ö évre kötelezte el magát a klubhoz. Augusztus 19-én mutatkozott be tétmérkőzésen, a bajnokságban a Schalke csapata elleni 2–0-ra elvesztett mérkőzésen. A mérkőzés 76. percében váltotta Konrad Laimert, ekkor már csapata két gólos hátrányban volt. A következő bajnoki mérkőzésen az SC Freiburg ellen kezdőként lépett pályára és két gólpasszt jegyzett, majd a 78. percben lecserélte edzője. Szeptember 13-án klubjával bemutatkozott a bajnokok ligájában az AS Monaco ellen, a 80. percben váltotta Yussuf Poulsent. A mérkőzés 1–1-s döntetlennel végződött. Három nappal később a bajnokságban a Borussia Mönchengladbach ellen megszerezte első gólját, a 31. percben vette át a labdát, amivel helyzetbe került és higgadtan a jobb alsóba gurított. Egy héttel később az Eintracht Frankfurt ellen ismét eredményes volt, a 28. percben Lukás Hrádecky kifutva a kapujából Marcel Sabitzer-nek rúgta a labdát, aki Timo Wernernek középre passzolta tovább, Werner kipattanó lövését pedig Augustin lőtte a kapuba. Az 58. percben Ralph Hasenhüttl a klub menedzsere lecserélte és a helyére érkezett Diego Demme. október 14-én a lipcse a 3–2-re nyert az éllovas Borussia Dortmund ellen, a 65. percben Konrad Laimer váltotta. A 47. percben Szokrátisz Papasztathópuloszt kiállította a bíró és büntetőt ítélt, Augustin pedig értékesítette a tizenegyest. Három nappal később a portugál FC Porto elleni bajnokok ligája találkozón megszerezte a sorozatban az első gólját. A 40. perccel jobb lábbal volt eredményes, a mérkőzést 3–2-re nyerték meg. 2018. február 19-én az Eintracht Frankfurt otthon 2–1-re legyőzte a Lipcsét, csapta egyetlen gólját szerezte Konrad Laimer centerezése után. Hat nappal később a z 1. FC Köln ellen 2–1-re elvesztett hazai mérkőzésen csapata egyetlen gólját szerezte meg az 5. percben. Egy bal oldali támadás végén Ademola Lookman lőtt kapura, de a labda a kapufáról kipattant és az érkező Augustin az ötösről az üres kapuba lőtte a labdát. Március 3-án hazai pályán 1–1-s döntetlent értek el a Borussia Dortmund ellen, a 29. percben Naby Keïta passzából szerezte meg a vezetést, majd néhány perccel később Marco Reus egyenlített. Március 15-én az Európa-ligában az orosz Zenyit elleni visszavágó mérkőzésen a 22. percben Timo Werner passzolt a védők mögé, Augustin védőjéről lefordulva laposan ellőtte a labdát, amely gólt eredményezett. Április 12-én az Olympique Marseille elleni visszavágó mérkőzésen az 55. percben gólt szerzett.

#### AS Monaco
2019. szeptember 1-jén az AS Monaco csapata hivatalos honlapján jelentette be, hogy a 2019–2020-as idényt kölcsönbe tölti a hercegségi együttesnél. A szerződés magába foglal egy vételi opciót. Két héttel később az Olympique de Marseille ellen debütált a bajnokságban. Október 30-án megszerezte első gólját a Marseille elleni kupa mérkőzésen. Wissam Ben Yedder, Islam Slimani, Stevan Jovetić és Keita Baldé mellett kevés játéklehetőséget kapott ezért 2020 januárjában felbontották a szerződését.

#### Leeds United
2020. január 27-én csatlakozott kölcsönben az angol másodosztályú Leeds United csapatához a 2019-20-as szezon végéig. Az angol klubnak opciós joga lett megvásárolni 17,7 millió fontért. Február 8-án mutatkozott be a Nottingham Forest elleni bajnoki mérkőzésen, csereként. A következő két bajnokin szintén csak csereként lépett pályára, majd megsérült és többet nem lépett pályára a bajnokságot megnyerő csapatban.

### A válogatottban
2015. október 7-én a liechtensteini U19-es labdarúgó-válogatott ellen góllal debütált. A következő Gibraltár elleni mérkőzésen 45 percet töltött a pályán, de így is sikerült neki mesterhármast szereznie. Tagja volt a 2016-os U19-es labdarúgó-Európa-bajnokságon részt vevő keretnek, amelyen aranyérmet szerzett a válogatottal. A torna gólkirálya és legjobb játékosa is ő lett.
A 2017-es U20-as labdarúgó-világbajnokság keretébe is bekerült, de csak a nyolcaddöntőkig jutottak el. Négy gólt szerzett, amivel bronzcipős lett.

## Statisztika
2020. július 27-i állapotnak megfelelően.
| Klub                | Szezon           | Bajnokság        | Bajnokság | Bajnokság | Kupa  | Kupa  | Ligakupa | Ligakupa | Nemzetközi | Nemzetközi | Egyéb | Egyéb | Összesen | Összesen |
| Klub                | Szezon           | Osztály          | Mérk.     | Gólok     | Mérk. | Gólok | Mérk.    | Gólok    | Mérk.      | Gólok      | Mérk. | Gólok | Mérk.    | Gólok    |
| ------------------- | ---------------- | ---------------- | --------- | --------- | ----- | ----- | -------- | -------- | ---------- | ---------- | ----- | ----- | -------- | -------- |
| Paris Saint-Germain | 2014–15          | Ligue 1          | 0         | 0         | 1     | 0     | 0        | 0        | —          | —          | —     | —     | 1        | 0        |
| Paris Saint-Germain | 2015–16          | Ligue 1          | 13        | 1         | 1     | 0     | 1        | 0        | 1          | 0          | 1     | 0     | 17       | 1        |
| Paris Saint-Germain | 2016–17          | Ligue 1          | 10        | 1         | 1     | 0     | 1        | 0        | 1          | 0          | 0     | 0     | 13       | 1        |
| Paris Saint-Germain | Összesen         | Összesen         | 23        | 2         | 3     | 0     | 2        | 0        | 2          | 0          | 1     | 0     | 31       | 2        |
| RB Leipzig          | 2017–18          | Bundesliga       | 25        | 9         | 1     | 0     | —        | —        | 11         | 3          | —     | —     | 37       | 12       |
| RB Leipzig          | 2018–19          | Bundesliga       | 17        | 3         | 2     | 1     | 0        | 0        | 11         | 4          | 0     | 0     | 30       | 8        |
| RB Leipzig          | Összesen         | Összesen         | 42        | 12        | 3     | 1     | 0        | 0        | 22         | 7          | 0     | 0     | 67       | 20       |
| AS Monaco           | 2019–20          | Ligue 1          | 10        | 0         | 1     | 0     | 2        | 1        | —          | —          | —     | —     | 13       | 1        |
| AS Monaco           | Összesen         | Összesen         | 10        | 0         | 1     | 0     | 2        | 1        | 0          | 0          | 0     | 0     | 13       | 1        |
| Leeds United        | 2019–20          | Championship     | 3         | 0         | 0     | 0     | 0        | 0        | —          | —          | —     | —     | 3        | 0        |
| Leeds United        | Összesen         | Összesen         | 3         | 0         | 0     | 0     | 0        | 0        | 0          | 0          | 0     | 0     | 3        | 0        |
| Karrier összesen    | Karrier összesen | Karrier összesen | 78        | 14        | 7     | 1     | 4        | 1        | 24         | 7          | 1     | 0     | 114      | 23       |

## Sikerei, díjai

### Klub
Paris Saint-Germain FC
- Francia bajnokság: 2015–16
- Francia kupa: 2014–15, 2015–16, 2016–17
- Francia labdarúgó-ligakupa győztes: 2015–16, 2016–17
- Francia szuperkupa: 2015, 2016

Leeds United
- Championship: 2019–20

### Válogatott
Franciaország U19
- U19-es labdarúgó-Európa-bajnokság
  - Győztes: 2016

### Egyéni
- U19-es labdarúgó-Európa-bajnokság – A torna csapatának tagja: 2016
- U19-es labdarúgó-Európa-bajnokság gólkirály: 2016
- U19-es labdarúgó-Európa-bajnokság legjobb játékos: 2016
- U20-as labdarúgó-világbajnokság bronzcipős: 2017